# 1937 en Bretagne
 Chronologie de la Bretagne
- 1933
- 1934
- 1935
- 1936
- 1937
- 1938
- 1939
- 1940
- 1941

Cette page recense des événements qui se sont produits durant l'année 1937 en Bretagne.

## Société

### Naissance
- 29 août à Brest : Bernard Balastre , mort le 3 août 2018[1]), athlète français, spécialiste du saut à la perche.

- 22 novembre à Brest : René Abjean, compositeur français.

### Décès
- 20 mars : Arthur Bernède, né à Redon en 1871, est un romancier populaire français. Auteur très prolifique, il a publié près de 200 romans d'aventures et d'histoire et créé plusieurs centaines de personnages romanesques, dont certains, devenus très célèbres, tels que Belphégor, Judex et Mandrin, ont effacé leur créateur. Il a également mis en scène Vidocq, inspiré par les exploits de ce chef de la Sûreté haut en couleur[2].